# Calascibetta

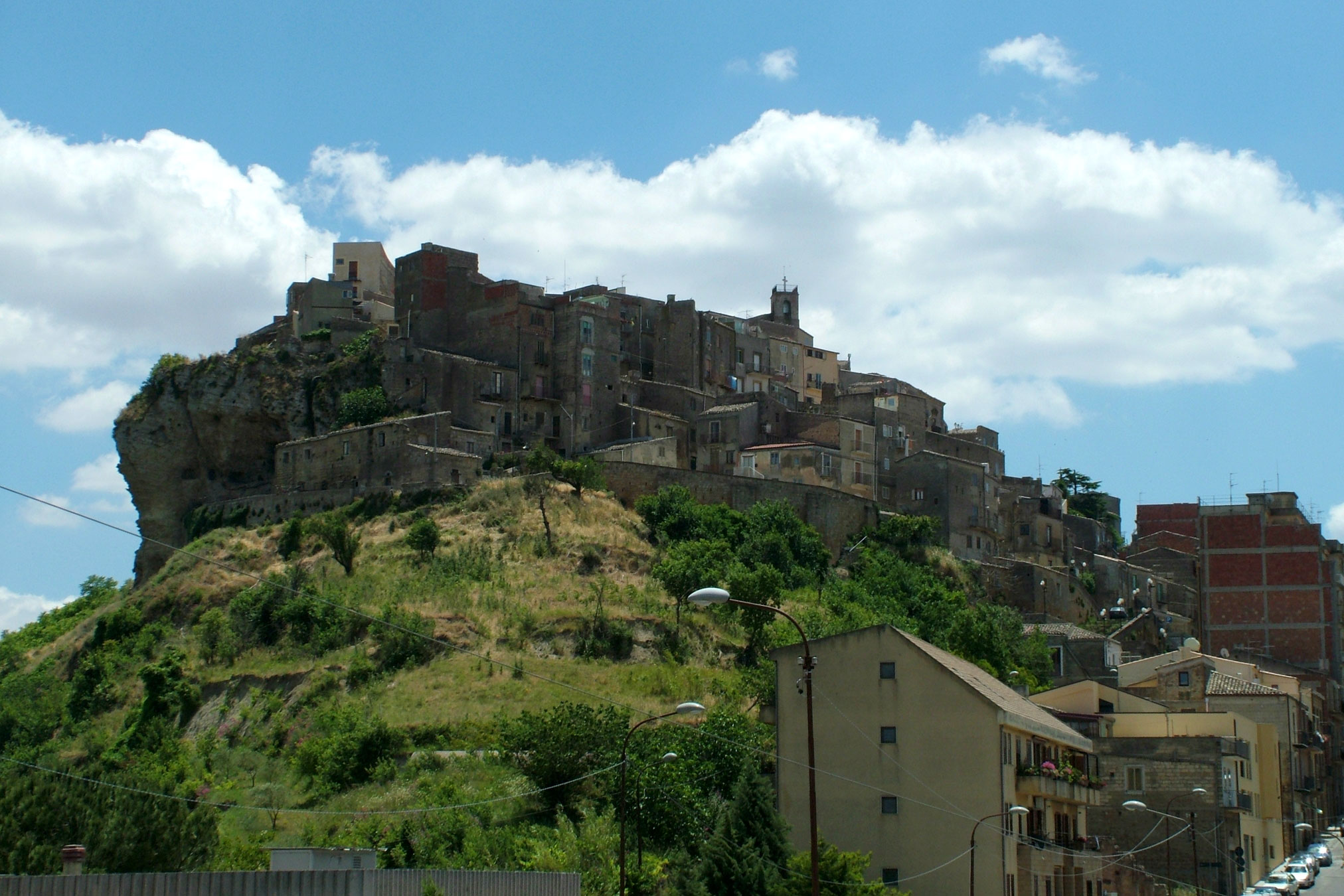
Widok na miasto

Calascibetta – miejscowość i gmina we Włoszech, w regionie Sycylia, w prowincji Enna.
Według danych na rok 2004 gminę zamieszkiwało 4797 osób, 54,5 os./km².

## Współpraca
Miejscowość partnerska:
- Chapelle-lez-Herlaimont, Belgia